# Петросу
Петросу (рум. Pietrosu) — село в Фалештском районе Молдавии. Является административным центром коммуны Петросу, включающей также сёла Мэгура и Новая Мэгура.

## География
Село расположено на высоте 182 метров над уровнем моря.

## Население
По данным переписи населения 2004 года, в селе Петросу проживает 798 человек (382 мужчины, 416 женщин).
Этнический состав села:
| Национальность | Число жителей | Процентный состав |
| -------------- | ------------- | ----------------- |
| молдаване      | 793           | 99.37             |
| русские        | 3             | 0.38              |
| румыны         | 1             | 0.13              |
| прочие         | 1             | 0.13              |
| Всего          | 798           | 100%              |